# Gardena poppaea
Gardena poppaea är en insektsart som beskrevs av Mcatee och Malloch 1925. Gardena poppaea ingår i släktet Gardena och familjen rovskinnbaggar. Inga underarter finns listade i Catalogue of Life.